# Кастіленті
Кастіленті (італ. Castilenti) — муніципалітет в Італії, у регіоні Абруццо,  провінція Терамо.
Кастіленті розташоване на відстані близько 140 км на північний схід від Рима, 50 км на північний схід від Л'Аквіли, 22 км на південний схід від Терамо.
Населення — 1535 осіб (2014).
Щорічний фестиваль відбувається 23 грудня. Покровителька — свята Вікторія.

## Демографія
Населення за роками:

Станом на 1 січня 2023 року в муніципалітеті офіційно проживало 95 іноземців з 20 країн, серед них 39 громадян країн Євросоюзу.

## Сусідні муніципалітети
- Атрі
- Кастільйоне-Мессер-Раїмондо
- Еліче
- Монтефіно
- Пенне